# Gavia immer
El colimbo grande, conocido también como gran bribón septentrional o bribón común (Gavia immer), es una especie de ave gaviforme de la familia Gaviidae propia de América del Norte y Europa. Es un ave acuática migratoria que cría en los lagos de Norteamérica, Groenlandia, Islandia y Gran Bretaña y en invierno migra a ambas costas del Atlántico norte y a la del Pacífico nororiental y lagos más meridionales.
Los colimbos grandes son del tamaño de un ganso, tienen un pico largo, recto y puntiagudo de color negruzco azulado, patas cortas palmeadas y situadas en posición trasera, y la cola corta. Su plumaje es principalmente negro en las partes superiores y blanco en las inferiores, con la cabeza y cuello negros, salvo una banda listada a modo de collar. En la época reproductiva ambos sexos presentan un denso moteado blanco en la parte superior del cuerpo, mientras que en invierno su plumaje se hace más discreto, pardo negruzco en las partes superiores y blanco en las inferiores, incluidas la garganta y parte frontal de cuello. Son grandes nadadores y buceadores que se alimentan de peces.

## Descripción

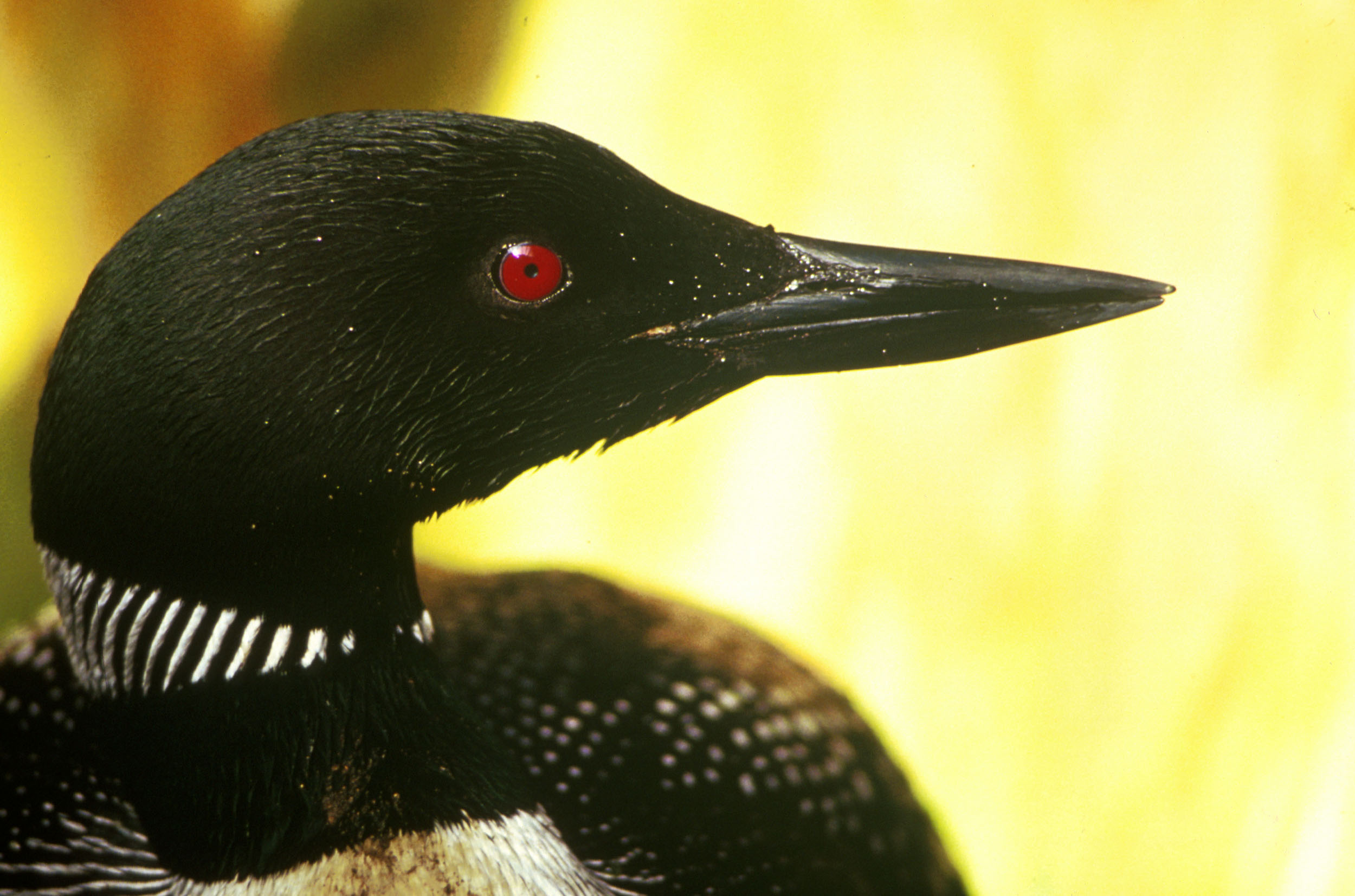
Detalle de la cabeza.

El colimbo grande adulto mide entre 61 y 100 cm de largo, y tiene una envergadura alar de entre 122 y 152 cm, y su peso puede variar entre los 1,6 y 8 kg. De media el colimbo grande mide 81 cm de largo, y su envergadura alar es de 136 cm, y pesa unos 4,1 kg, siendo siendo ligeramente menor que el colimbo de Adams.
Los adultos en plumaje reproductivo tienen la cabeza y el cuello negros, salvo una banda listada a modo de collar a media altura del cuello. Sus partes superiores son negras con un denso moteado blanco a modo de damero, mientras que sus partes inferiores son blancas. Su plumaje no reproductivo es pardo negruzco en las partes superiores y blanco en las partes inferiores, incluidas la garganta y la parte frontal del cuello. Su pico es recto y de color azul negruzco. El pico lo distingue del colimbo de Adams, que lo tiene amarillento y ligeramente curvado hacia arriba.  

## Taxonomía y etimología

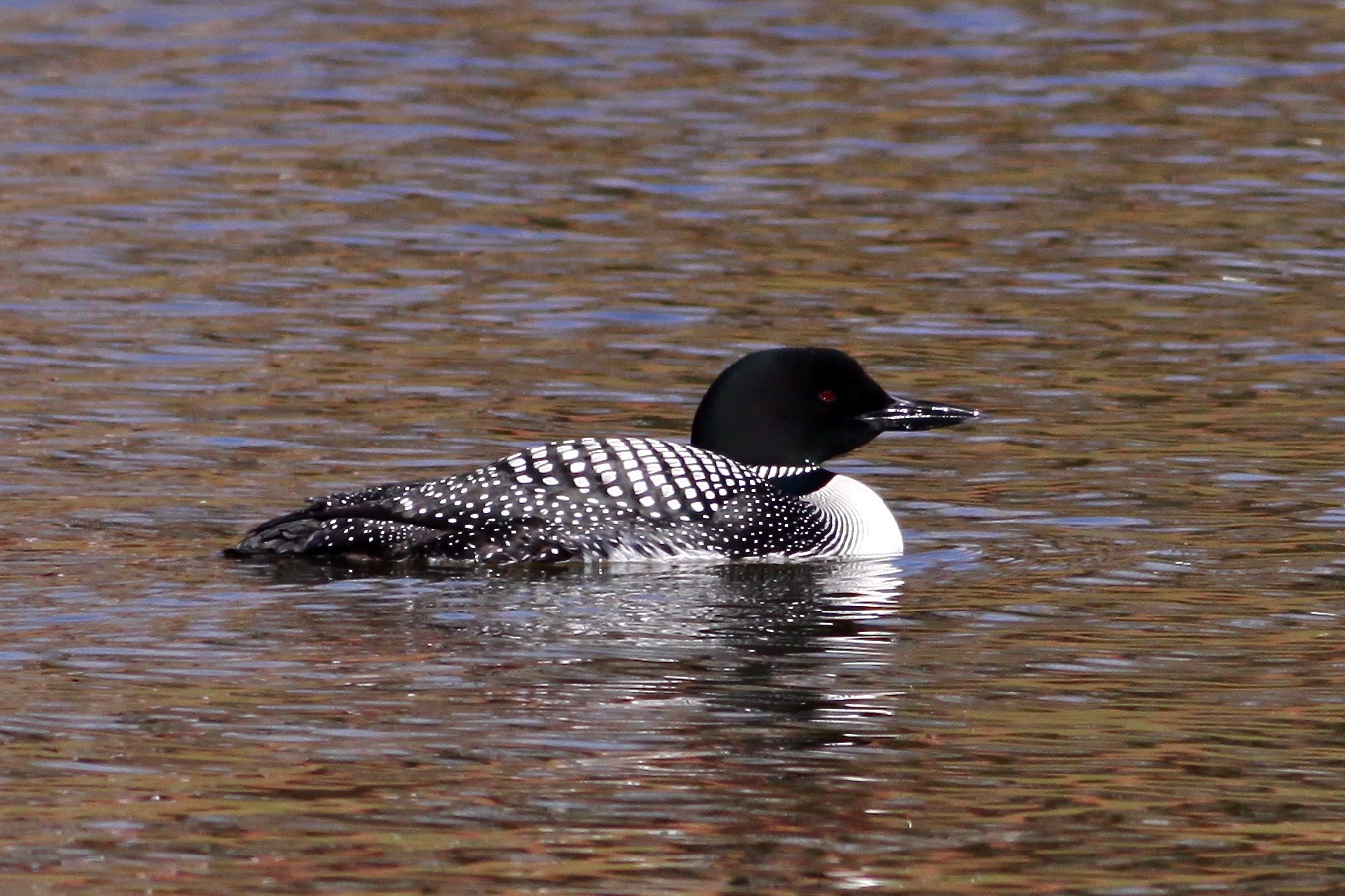
Adulto en plumaje reproductivo.

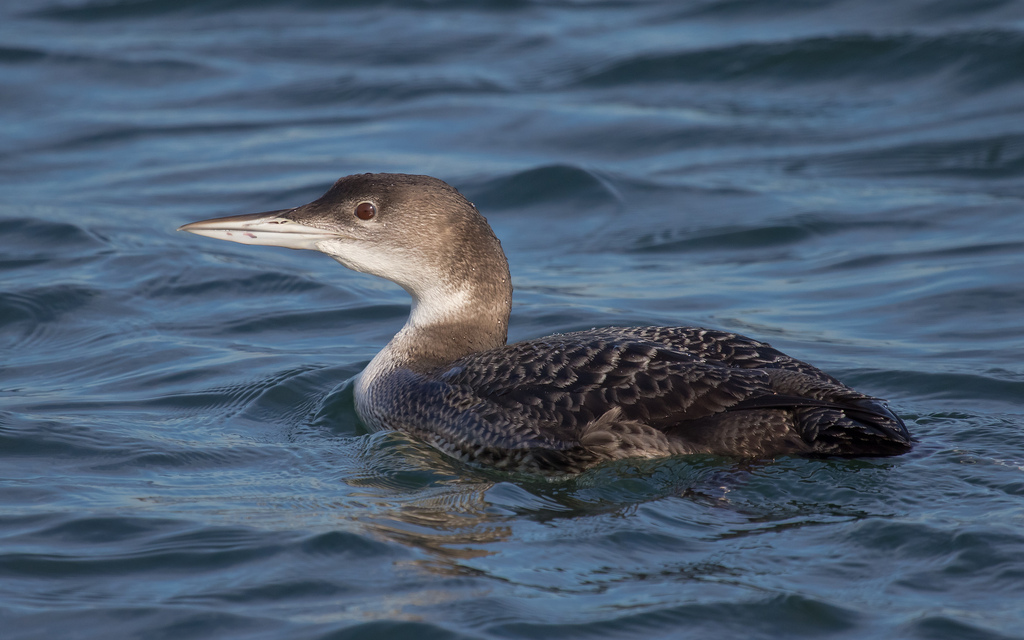
Adulto en plumaje de invierno.

El colimbo grande es la especie tipo del género Gavia, el único género del orden Gaviiformes, donde se clasifica a todos los demás colimbos. Los colimbos son aves acuáticas de mayor tamaño que un pato, con plumajes en las partes superiores con patrones de color negro moteados en blanco, y en las inferiores blanco, aunque algunos de sus miembros tienen la cabeza y el cuello grises. Los colimbos nadan con el cuerpo semisumergido. Tienen las patas cortas situadas muy atrás y con dedos palmeados, lo que les convierte en grandes buceadores, pero les hace torpes en tierra. Sus picos son rectos y puntiagudos.
El colimbo ártico fue descrito científicamente por el zoólogo danés Morten Thrane Brünnich en 1764, con el nombre de Colymbus immer. Hasta el siglo XX estuvo clasificado, como el resto de su familia, junto los somormujos en el orden Colymbiformes. Cuando se invalidó el género Colymbus y se separaron a los somormujos y los colimbos en dos órdenes, se trasladó al género Gavia, propuesto por Johann Reinhold Forster en 1788, como único género integrante de la familia Gaviidae y del orden Gaviiformes. Se no se reconocen subespecies de colimbo grande. Su pariente más cercano es otra especie de colimbo de gran tamaño y cabeza negra, el colimbo de Adams (Gavia adamsii).
El nombre del género, Gavia, es un término latino que designaba a un ave marina sin identificar. El nombre específico, immer, deriva de los nombres germánicos septentrionales de esta ave como el islandés «Himbrimi». El término está relacionado con los suecos «immer» y «emmer», que designan a las cenizas grises o negruzcas, en referencia a su plumaje oscuro; o a los latinos «immergo»  (sumergir) y «immersus» (sumergido). La palabra española «colimbo» procede del griego κόλυμβος (kólymbos) que significa «buceador». El apelativo de grande de su nombre común hace referencia a que es el colimbo de mayor tamaño de las tres especies que pasan el invierno en España.

## Distribución y hábitat
El colimbo grande cría en la Norteamérica septentrional, Groenlandia, Islandia y Gran Bretaña. En invierno migra al sur, tanto a las aguas costeras de Norteamérica y Europa como a los lagos meridionales de ambos continentes, además de las costas del noroeste de África.

## Comportamiento

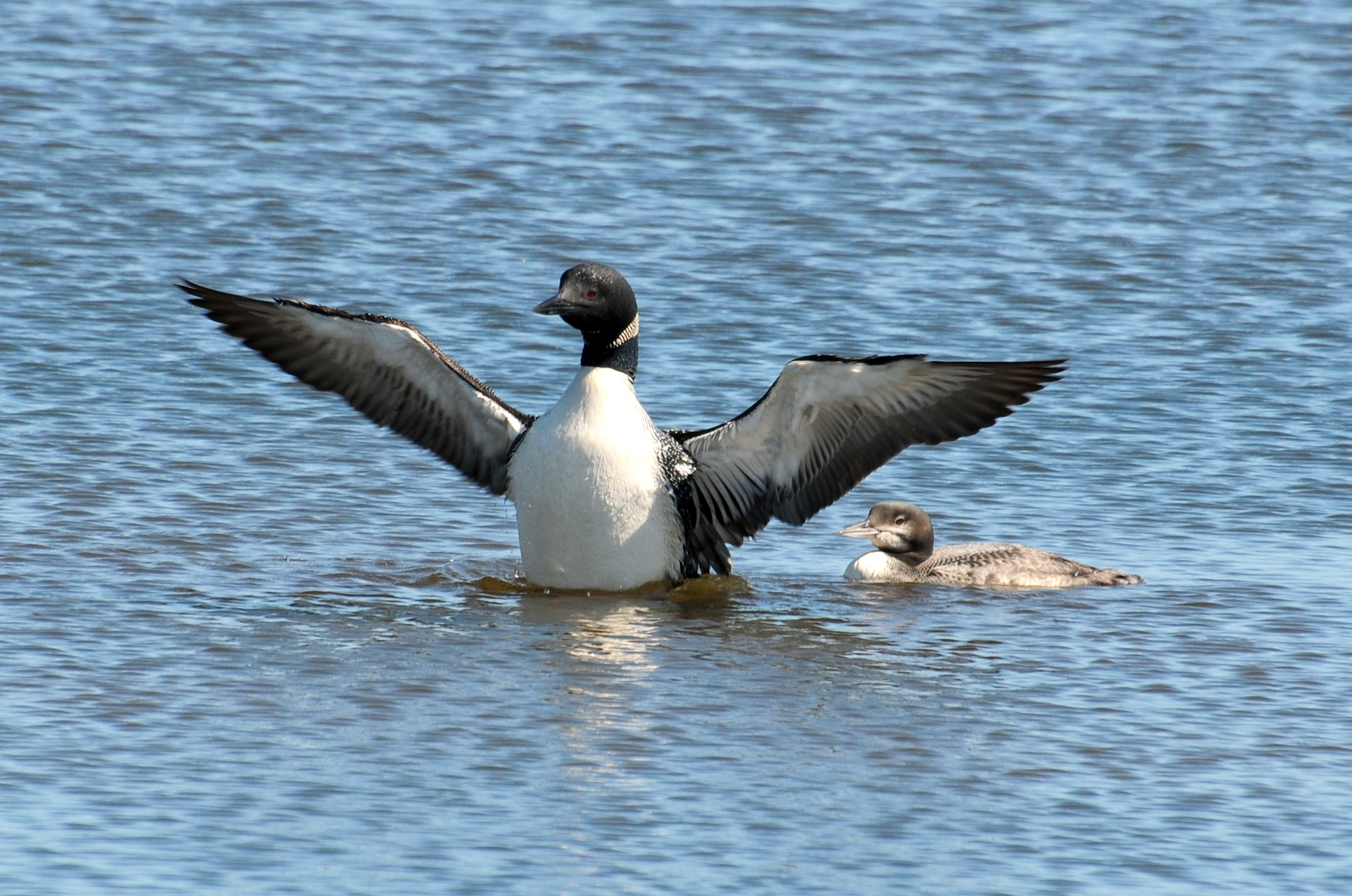
Adulto e inmaduro.

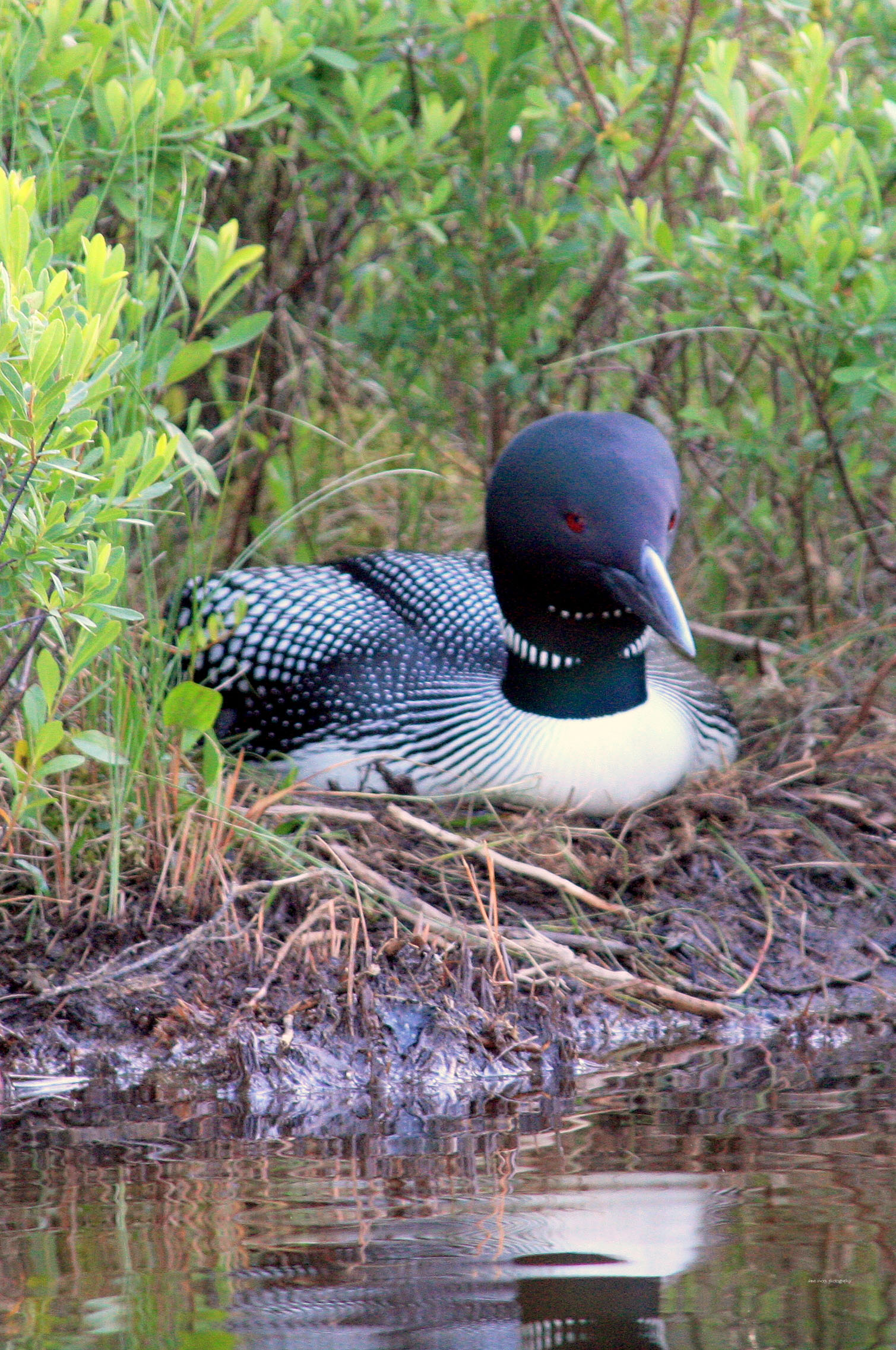
Ejemplar en su nido en Maine.

El colimbo grande es un piscívoro especialista que atrapa a sus presas buceando, llegando a profundidades de 60 m. y puede permanecer sumergido hasta 3 minutos. Entre los peces de agua dulce que consume se encuentran lucios, percas, centrárquidos, truchas y lobinas; y entre los peces de agua salada consume gallinetas, platijas, reos y sardinas.
Estas aves necesitan correr distancias largas para ganar impulso al despegar y realizan aterrizajes torpes. Esta torpeza en tierra se debe a la posición trasera que ocupan sus patas, ideales para bucear, pero no para caminar. Cuando aterrizan en el agua suelen hacerlo sobre el vientre, en lugar de las patas, y así pierden velocidad deslizándose sobre el agua. Los colimbos nadan con agilidad en la superficie, bucean ayudadas de sus patas y alas, y vuelan cientos de kilómetros durante la migración. Vuelan con el cuello estirado, generalmente emitiendo una particular llamada trémola que puede usarse para identificar a los colimbos grandes en vuelo. Su velocidad de vuelo alcanza los 120 km/h durante la migración.

### Reproducción

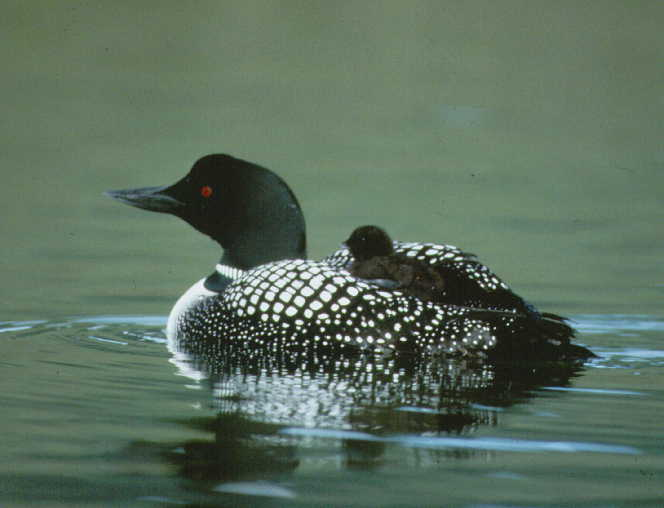
Adulto con su cría.

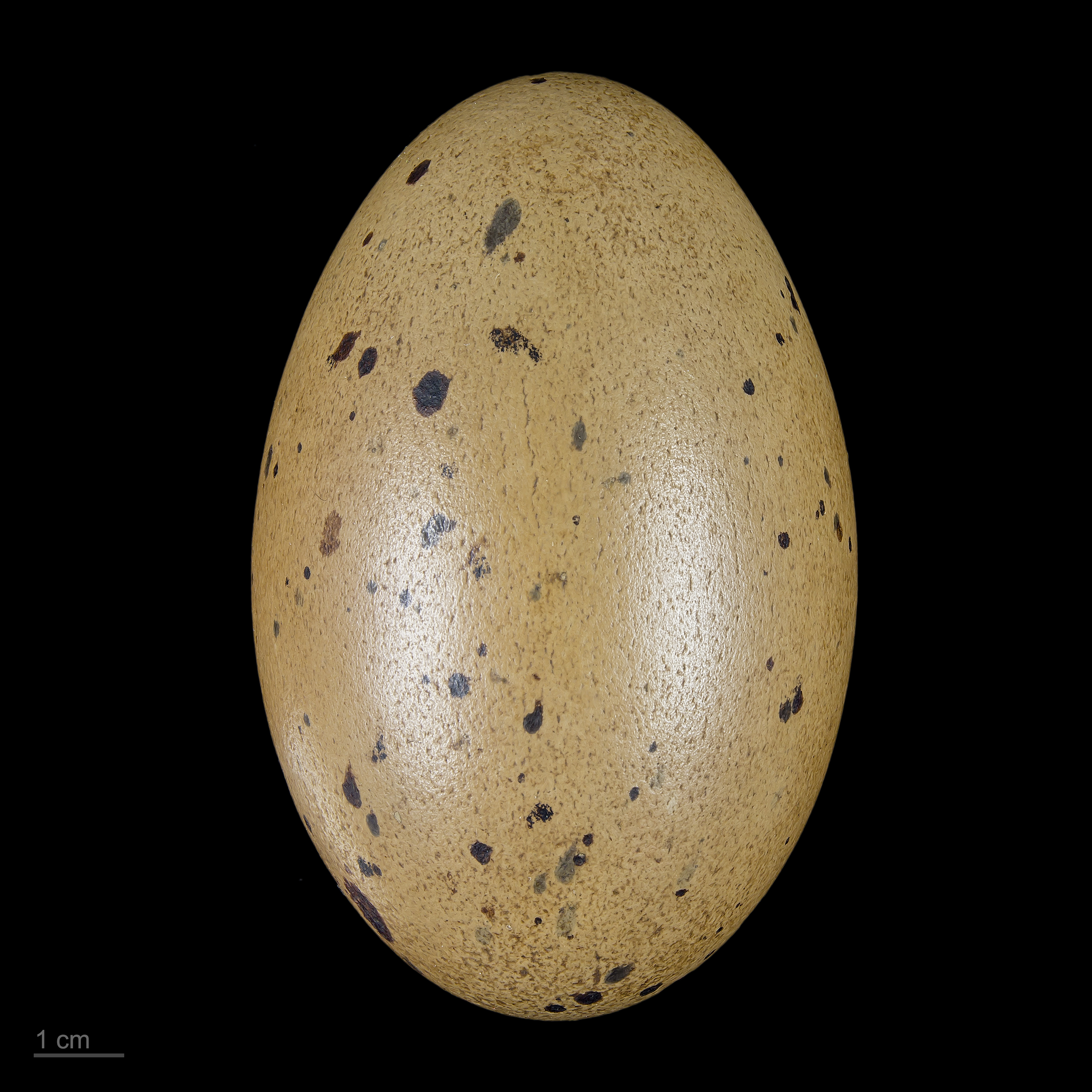
Gavia immer - MHNT

Los colimbos grandes generalmente anidan en las islas de los lagos, donde los depredadores terrestres no pueden acceder. Sin embargo, los polluelos sufren la depredación de las gaviotas, los córvidos, los mapaches, las mofetas, los visones, los zorros, las tortugas mordedoras, y los peces grandes. Los adultos no suelen ser objeto de los depredadores, pero pueden ser atacados por las nutrias de mar (en invierno) y las águilas calvas. Se ha observado a las águilas pescadoras acosando a los colimbos, pero es más probable que se trate de actos de cleptoparasitismo que depredación. Cuando se acerca un depredador ya sea a su nido o a ellos mismos, los colimbos suelen atacar al depredador, intentando picarle en el abdomen, la espalda, la cabeza o el cuello.
Nidifica entre abril y junio, realizando solo una única nidada. La hembra suele poner de uno a tres huevos, aunque la media son dos huevos, en un montículo de vegetación cerca del agua. Los dos progenitores se encargan tanto de la construcción del nido, como la incubación y de la crianza de los pollos.

### Sonidos
Los colimbos grandes emiten varios tipos de sonidos, los más comunes son catalogados en cuatro tipos de llamadas: la trémola, grito tirolés, el gemido y el ulular. Cada una de las llamadas comunica un mensaje diferente. 
La frecuencia con que los colimbos emiten llamadas varía según el momento del día, el clima y la estación. Son más activos emitiendo llamadas entre mediados de mayo y mediados de junio, su época de cría. El gemido, el grito tirolés y la trémola se oyen con más frecuencia durante la noche que durante el día, y también son más frecuentes cuando hay temperaturas frías y cuando no llueve o hay poca lluvia.

## Relación con los humanos
Los colimbos grandes han desaparecido de algunos lagos del este de Norteamérica a causa de la lluvia ácida y la contaminación, como el envenenamiento por plomo de las reservas pesqueras producido por los desechos industriales. Se han construido plataformas flotantes artificiales de anidamiento para reducir el impacto de los cambios del nivel del agua debidos a los embalses y otras actividades humanas.
El colimbo grande es una de las especies protegidas por el Acuerdo para la conservación de aves acuáticas migratorias africanas-eurasiáticas (AEWA). 

### En la cultura
Es un ave común en Canadá y aparece en la moneda canadiense de un dólar (comúnmente llamada "loonie", colimbito) y una serie anterior de su billete de 20$, y además es el ave símbolo de la provincia de Ontario. También es el ave del estado de Minnesota y aparece en la moneda de cuarto de dólar de este estado.
El canto y el aspecto del colimbo grande lo hace un personaje protagonista de varios cuentos de los pueblos nativos norteamericanos. Entre ellos se incluye la historia de un colimbo que creó el mundo en una historia Chippewa; una saga micmac saga en la que el colimbo Kwee-moo era el mensajero especial de Gluskap, el héroe tribal; las tribus nativas de la Columbia Británica creían que una gran cantidad de cantos de esta ave predecía la lluvia, e incluso la atraía; y existen muchas versiones sobre el collar del colimbo entre los pueblos de las costa del Pacífico. 
Esta ave es el centro de la trama de la novela Great Northern? (¿el grande del norte?) de Arthur Ransome (1947) (donde se hace referencia a uno de los nombres en inglés de esta ave, great northern diver). La historia se sitúa en las Islas Hébridas Exteriores, donde los personajes protagonistas (un grupo de niños de vacaciones) observan una pareja de colimbos que parece que están anidando allí. Después tendrán que defenderlos del experto al que consultaron, que tratará de expoliar el nido para recolectar los huevos.